# Gnosticismo siríaco-egípcio
A escola siríaca-egípcia foi uma escola gnóstica que deriva muito de sua forma geral das influências platônicas. Tipicamente, ela apresenta a criação numa série de emanações de um fonte primal monádica, finalmente resultando na criação do universo material. Como consequência, há uma tendência nestas escolas em ver o "mal" (ou a maldade) como a matéria, inferior à bondade, sem inspiração espiritual e sem bondade, ao invés de retratá-lo como uma força igual. Podemos dizer que estas escolas gnósticas utilizam os termos "bem" e "mal" como sendo termos "relativos", pois se referem aos relativos apuros da existência humana, aprisionada entre estas realidades e confusa na sua orientação, com o "mal" indicando a distância extremada do princípio e fonte do "bem", sem necessariamente enfatizar uma negatividade inerente. Como pode ser visto abaixo, muitos destes movimentos incluíram fontes relacionadas ao Cristianismo, com alguns inclusive se identificando como cristãos (ainda que de forma distintamente diferente das chamadas formas ortodoxas ou católica romana).

## Escrituras siríaco-egípcias

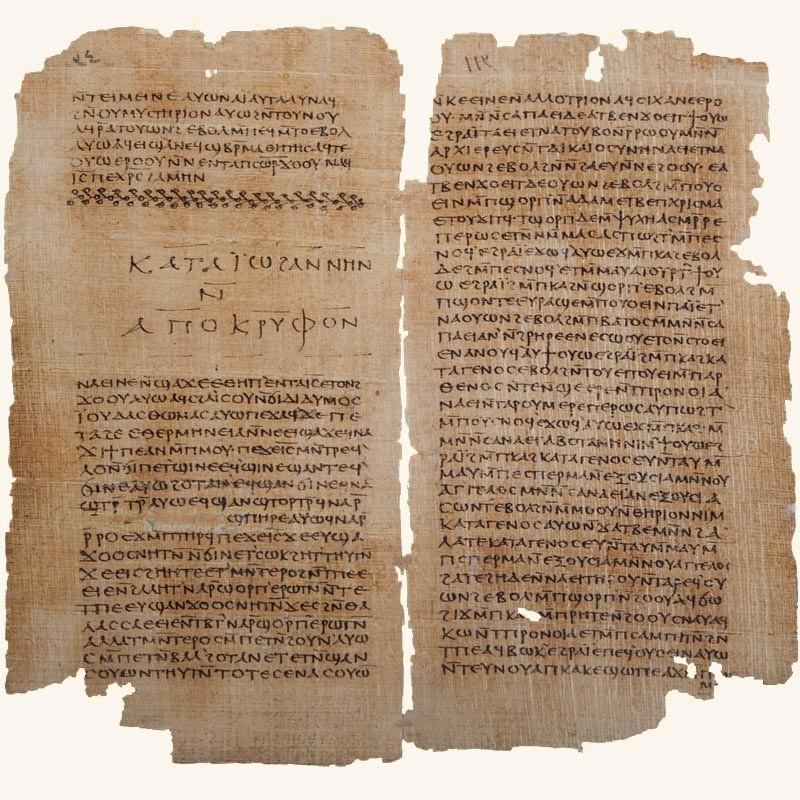
O Apócrifo de João

A maioria da literatura nesta categoria nos é conhecida ou foi confirmada pela descoberta da Biblioteca de Nag Hammadi.

### Obras Setianas
Assim chamadas em homenagem ao terceiro filho de Adão e Eva, Sete (ou Seth), que eles acreditavam possuir e ser o disseminador da gnosis. As obras tipicamente setianas são:
- O Apócrifo de João
- O Apocalipse de Adão
- A Hipóstase dos Arcontes, também conhecido por "A Realidade dos Regentes"
- Trovão, Mente Perfeita
- Protenóia trimórfica
- Livro Sagrado do Grande Espírito Invisível também conhecido por "Evangelho Copta dos Egípcios"
- Zostrianos
- Alógenes
- As Três estelas de Sete
- O Evangelho de Judas

### Obras tomistas
Assim chamadas por causa da escola de Tomé Apóstolo. Todos são pseudepígrafos. Os textos geralmente atribuídos a ela são:
- Hino da Pérola, também conhecido como "Hino de Tomé Apóstolo Dídimo no país dos Indianos"
- Atos de Tomé
- O Evangelho de Tomé
- Livro de Tomé o Adversário

### Obras valentianas
São assim chamadas em referência ao bispo e professor Valentim (ca. 153 dC). Ele desenvolveu uma complexa cosmologia fora da tradição setiana. Em certo ponto, chegou a estar próximo de ser nomeado o bispo de Roma, naquela que hoje é a Igreja Católica Romana. As obras geralmente atribuídas a eles estão listadas abaixo, sendo que os fragmentos que podem ser diretamente relacionadas a elas estão marcados com asterisco:
- A Divina Palavra presente na Criança (Fragmento A) *
- Sobre as Três Naturezas (Fragmento B) *
- A Habilidade de falar de Adão (Fragmento C) *
- Para Agathopous: O Sistema Digestivo de Jesus (Fragmento D) *
- Aniquilação do Reino da Morte (Fragmento F) *
- Sobre Amizade: A Fonte da Sabedoria Comum (Fragmento G) *
- Epístola sobre Conexões Sentimentais (Fragmento H) *
- Colheita de Verão *
- Evangelho da Verdade *
- A versão Ptolemaica do Mito Gnóstico
- Oração do Apóstolo Paulo
- Epístola de Ptolomeu à Flora
- Tratado sobre a Ressurreição, ou Epístola a Reginus.
- Evangelho de Filipe

### Obras basilidianas
Assim chamadas por causa do fundador da escola, Basilides (132–? dC). Quase todas as obras são conhecidas por nós principalmente através da crítica de um de seus oponentes, Ireneu de Lyon, no seu livro Adversus Haereses. Outros trechos são conhecidos através das obras de Clemente de Alexandria, principalmente a Stromata:
- O Octeto das Entidades Subsistentes (Fragmento A)
- A The Singularidade do Mundo (Fragmento B)
- Ser Eleito Naturalmente requer Fé e Virtude (Fragmento C)
- O Estado da Virtude (Fragmento D)
- Os Eleitos Transcendem o Mundo (Fragmento E)
- Reencarnação (Fragmento F)
- O Sofrimento Humano e a Bondade da Providência (Fragmento G)
- Pecados Perdoáveis (Fragmento H)